# Photographischer Verein
Ein Photographischer Verein war ein Interessenverband photographisch interessierter Laien, von Verfassern von Artikeln zur Photographie und Photographen.

## Organisation
In der Regel standen ein Vorsitzender mit Stellvertreter, ein Schriftführer und ein Kassenwart der Organisation vor. Ihre Aufgabe bestand darin, zu den regelmäßig stattfindenden Versammlungen einzuladen, Mitglieder- und/oder Generalversammlungen zu leiten, Protokolle zu schreiben und in den Vereinsjournalen zu veröffentlichen. Eine weitere Aufgabe bestand darin, Ausstellungen zu organisieren. Hier wurden die Photographien der Mitglieder präsentiert. Ausschließlich die größeren Vereine initiierten Ausstellungen, zu denen auch in- und ausländische Photographen eingeladen wurden.

## Ausstattung
Abhängig von Größe und Mitgliederzahl besaßen Vereine eigene Vereinslokale/-lokalitäten, die als Treffpunkt, Ausstellungsräumlichkeiten und Bibliothek, aber auch der Geselligkeit dienten. Hier lagen u. a. auch die zahlreich erscheinenden deutsch- und fremdsprachlichen Zeitschriften aus, die sich mit der Photographie im weitesten Sinne beschäftigten. Ebenso wurden Photographien als Muster gesammelt, die dem Verein als Geschenk überlassen worden waren. Auch die Hersteller optischer Geräte zur Photographie überließen den Vereinen Utensilien, damit experimentiert werden konnte. Einige Vereinslokale besaßen auch diverse Utensilien, die auswärtigen Photographen zur Verfügung gestellt werden konnten.

## Geschichte
1863 wurde der erste photographische Verein in Berlin gegründet. Ziel war es, die neuesten Erkenntnisse zur technischen Entwicklung in Erfahrung zu bringen und sich mit Mitgliedern auszutauschen. Mitglieder waren Photographen, die dies Handwerk als Broterwerb oder berufmäßig betrieben.
Im Zuge der vereinfachten Handhabung der photographischen Apparate und des technischen Fortschrittes schlossen sich ab 1890 auch Menschen in photographischen Vereinen zusammen, die die Nutzung photographischer Apparate als Freizeitbeschäftigung ansahen. Viele dieser Vereine trugen die Bezeichnung „Amateur“ im Vereinsnamen. Nach dem Ersten Weltkrieg nahm das Interesse stark ab.

## Chronologische Aufstellung
| Datum der Gründung              | Bestand         | Name | Ort                 | 1. Vorsitzender                             | Vereinsjournal                                                                                                  |
| ------------------------------- | --------------- | --- | ------------------- | ------------------------------------------- | --- |
| 1859                            |                 | Allgemeiner deutsche Photographen-Verein                                                                          | Elberfeld           | J. Schnauss                                 | Photographisches Archiv                                                                                         |
| 22. März 1861                   |                 | Photographische Gesellschaft                                                                                      | Wien                | Anton Georg Martin                          | Photographische Correspondenz                                                                                   |
| 20. November 1863               |                 | Photographischer Verein zu Berlin                                                                                 | Berlin              | Herrmann Vogel                              | Photographische Mitteilungen (ab April 1864)                                                                    |
| 28. November 1865               |                 | Photographischer Verein zu Hamburg                                                                                | Hamburg             | Julius Stinde                               | Hamburger Gewerbeblatt, industrielle Wochenschrift für Gewerbe, Kunst, Landwirthschaft und Haushalt (1863–1867) |
| 8. März 1867                    |                 | Deutscher Photographen-Verein, Berliner Bezirks-Verein                                                            | Berlin              | Hermann Vogel                               | Photographische Mitteilungen                                                                                    |
| 22. März 1867                   |                 | Deutscher Photographen-Verein, Hamburger Bezirks-Verein                                                           | Hamburg             | Christian Grabe                             | Photographische Mitteilungen                                                                                    |
| September 1867                  |                 | Deutscher Photographen-Verein, Chemnitzer Bezirks-Verein                                                          | Chemnitz            |                                             | Photographische Mitteilungen                                                                                    |
| März 1868                       |                 | Deutscher Photographen-Verein, New Yorker Bezirks-Verein                                                          | New York            | Ernst Kutscher                              | Photographische Mitteilungen                                                                                    |
| 11. Mai 1869                    |                 | Verein zur Förderung der Photographie                                                                             | Berlin              | Hermann Vogel                               | Photographische Mitteilungen                                                                                    |
| 15. Oktober 1869                |                 | Photographische Gesellschaft zu Dresden                                                                           | Dresden             | Hermann Krone                               | Helios |
| 3. November 1873                |                 | Photographische Gesellschaft zu Hamburg-Altona → 1910 umbenannt in: Photographische Vereinigung Hamburg-Altona eV |                     | Georg Wolf                                  | |
| 20. Januar 1875                 |                 | Verein für Photographie in Bremen                                                                                 | Bremen              | L. Herzog                                   | |
| 25. Oktober 1875 / 1. Nov. 1875 |                 | Der Verein zur Pflege der Photographie und verwandter Künste in Frankfurt/M.                                      | Frankfurt/M.        | Otto van Bosch                              | |
| um 1876                         |                 | Rhein.-Westph. Verein zur Pflege der Photographie und verw[andter] Künste                                         | Köln                | Theodor Creifelds                           | Photographische Chronik                                                                                         |
| 29. Dezember 1876               | 31. Januar 1877 | Thüringer Photographen-Verein                                                                                     |                     |                                             | Photographisches Wochenblatt                                                                                    |
| 31. Januar 1877                 |                 | Deutscher Photographen-Verein                                                                                     | Weimar              | Karl Schwier                                | Deutsche Photographen-Zeitung                                                                                   |
| 1879                            |                 | Münchner Photographische Gesellschaft                                                                             | München             | Friedrich Stern                             | Photographische Anzeiger                                                                                        |
| 1879                            |                 | Photographen-Verein in Kassel                                                                                     | Kassel              | Roux                                        | |
| 30. Januar 1879                 |                 | Photographischer Verein zu Nürnberg                                                                               | Nürnberg            | Joh. Hahn                                   | |
| 5. Januar 1881                  |                 | Schleswig-Holsteiner Photographen-Verein                                                                          | Flensburg           |                                             | |
| 1884                            |                 | Schlesischer Photographen-Verein                                                                                  | Breslau             |                                             | |
| um 1886                         |                 | Photographische Genossenschaft von Essen und benachbarten Städten                                                 | Essen               |                                             | Photographische Chronik                                                                                         |
| 31. März 1887                   |                 | Club der Amateur-Photographen (in Wien) → 1893 umbenannt in Camera-Club in Wien.                                  | Wien                |                                             | Photographische Rundschau, Wiener Photographische Blätter                                                       |
| 1887                            |                 | Deutsche Gesellschaft von Freunden der Photographie                                                               | Berlin              |                                             | Photographische Mitteilungen, Photographische Rundschau                                                         |
| Oktober 1887                    |                 | Schlesische Gesellschaft von Freunden der Photographie                                                            | Breslau             | Carl Schirm (1887–1889), Neisser (1889 – ?) | Photographische Mitteilungen                                                                                    |
| um 1888                         |                 | Photographischer Club München                                                                                     | München             |                                             | Photographische Rundschau                                                                                       |
| 14. September 1889              |                 | Verein von Freunden der Photographie zu Nürnberg                                                                  | Nürnberg            | Theodor Krafft                              | |
| 26. Oktober 1889                |                 | Freie photographische Vereinigung                                                                                 | Berlin              | Gustav Schmidt                              | Photographische Nachrichten Photographische Rundschau                                                           |
| um 1889                         |                 | Photographische Gesellschaft in Kiel                                                                              | Kiel                |                                             | Photographische Mitteilungen                                                                                    |
| 1889                            |                 | Klub der Amateur-Photographen in Graz                                                                             | Graz                |                                             | |
| 1890                            |                 | Verein von Freunden der Photographie                                                                              | Braunschweig        | Max Müller (1893)                           | Photographische Rundschau                                                                                       |
| 1890                            |                 | Verein von Freunden der Photographie in Nürnberg                                                                  | Nürnberg            | Th. Krafft                                  | |
| 1890                            |                 | Photographische Gesellschaft zu Bremen                                                                            | Bremen              |                                             | Photographische Rundschau                                                                                       |
| 11. April 1891                  |                 | Club der Amateur-Photographen (in Lemberg)                                                                        | Lemberg             | Carl Stromenger                             | Photographische Rundschau                                                                                       |
| Juli 1891                       |                 | Photographischer Club Cassel                                                                                      | Kassel              | H. Grau                                     | |
| 15. August 1891                 |                 | Amateur-Photographen-Verein → später umbenannt in Amateur-Photographen-Verein von 1891                            | Hamburg             | Gustav Martin Kanning                       | Photographische Rundschau                                                                                       |
| Juli 1891                       |                 | Photographischer Club Cassel                                                                                      | Kassel              | H. Grau                                     | |
| 1. September 1891               |                 | Gesellschaft von Freunden der Photographie, Jena                                                                  | Jena                | R. Hänsel                                   | |
| November 1891                   |                 | Photographische Gesellschaft Halle a/S                                                                            | Halle/S.            | Braunschweiger                              | |
| um 1891                         |                 | Freie photographische Vereinigung zu Crefeld                                                                      | Krefeld             |                                             | |
| 28. April 1892                  |                 | Photographischer Klub zu Magdeburg                                                                                | Magdeburg           | Bauer                                       | Photographische Rundschau                                                                                       |
| 7. Juni 1892                    |                 | Wandermappe |                     |                                             | |
| 4. November 1892                |                 | Gesellschaft zur Förderung der Photographie                                                                       | Leipzig             | Robert Voigtländer                          | Photographische Rundschau                                                                                       |
| 14. Mai 1892                    |                 | Photographische Gesellschaft Bern                                                                                 | Bern                | Aimée Forster                               | |
| 1892                            |                 | Photographische Gesellschaft zu Riga                                                                              | Riga                | Adolf Richter                               | |
| 1892                            |                 | Gut Licht | Pforzheim           |                                             | |
| 1892                            |                 | Club der Amateur-Photographen                                                                                     | Teplitz             | Carl Müller                                 | |
| 1. April 1893                   |                 | Amateur-Photographen-Verein zu Köln a. Rh.                                                                        | Köln                | Doehrimg                                    | Photographische Rundschau                                                                                       |
| 19. April 1893                  |                 | Photographische Gesellschaft                                                                                      | Karlsruhe           | Fritz Schmidt                               | |
| 27. Mai 1893                    |                 | Photographischer Verein in Göttingen                                                                              | Göttingen           | Otto Behrendsen                             | |
| 1893                            |                 | Amateur-Photographen-Verein                                                                                       | Magdeburg           | Schröder                                    | |
| 1893                            |                 | Westpreussische Gesellschaft von Freunden der Photographie                                                        | Danzig              |                                             | Photographische Mitteilungen                                                                                    |
| 1893                            |                 | Photographische Gesellschaft (Winterthur)                                                                         | Winterthur          | J. Furrer                                   | |
| 1893                            |                 | Bergisch-Märkischen Photographen-Verein zu Elberfeld-Barmen                                                       | Wuppertal           | Raphael Schlegel                            | Photographische Chronik                                                                                         |
| Mai 1894                        |                 | Süddeutscher Photographen-Verein                                                                                  | München             | Bernh. Dittmar                              | Süddeutsche Photographen-Zeitung                                                                                |
| 22. August 1894                 |                 | Dresdner Gesellschaft zur Förderung der Amateur-Photographie                                                      | Dresden             |                                             | |
| 6. November 1894                |                 | Photographische Gesellschaft in Mannheim                                                                          | Mannheim            | Gustav Spangenberg                          | Photographische Rundschau                                                                                       |
| 8. März 1895                    |                 | Verein von Freunden der Photographie zu Düsseldorf                                                                | Düsseldorf          |                                             | Photographische Rundschau                                                                                       |
| 22. Mai 1895                    |                 | Gesellschaft zur Förderung der Amateur-Photographie                                                               | Hamburg             | Ernst Juhl                                  | |
| 1895                            |                 | Photographische Gesellschaft                                                                                      | Görlitz             |                                             | Photographische Mitteilungen                                                                                    |
| 1895                            |                 | Freunde der Photographie                                                                                          | Greiz               |                                             | Photographische Mitteilungen                                                                                    |
| 7. Februar 1896                 |                 | Photographische Gesellschaft zu Marburg a.d. Lahn                                                                 | Marburg             | G. Kohl                                     | |
| 13. Februar 1897                |                 | Thüringer Photographen–Bund                                                                                       | Erfurt              | Paul Strnad                                 | Allegmeine Photographen–Zeitung                                                                                 |
| 18. Dezember 1897               |                 | Photographische Gesellschaft zu Kattowitz, O.-S.                                                                  | Kattowitz           |                                             | |
| 1897                            |                 | Verein von Freunden der Photographie zu Darmstadt                                                                 | Darmstadt           | Ernst Wilhelm Büchner                       | Photographische Rundschau                                                                                       |
| 8. Januar 1898                  |                 | Freie Vereinigung von Amateur-Photographen zu Hamburg                                                             | Hamburg             |                                             | Photographische Rundschau                                                                                       |
| 1898                            |                 | Amateur-Photographen-Verein Berlin 1898                                                                           | Berlin              |                                             | |
| 16. Januar 1899                 |                 | Klub der Amateurphotographen in München                                                                           | München             |                                             | Photographische Rundschau                                                                                       |
| 25. Februar 1899                |                 | Bergischer Lichtbild-Verein in Elberfeld                                                                          | Wuppertal-Elberfeld | Carl Krall                                  | |
| 19. Mai 1899                    |                 | Freunde der Photographie                                                                                          | Gera                |                                             | Photographische Mitteilungen                                                                                    |
| 1899                            |                 | Verein Bremer Fachphotographen                                                                                    | Bremen              |                                             | |
| 7. Januar 1900                  |                 | Deutsche Gesellschaft von Freunden der Photographie, Sektion Steglitz                                             | Berlin              |                                             | Photographische Rundschau                                                                                       |
| 5. Februar 1900                 |                 | Amateur-Photographen-Klub Wedding Berlin N.                                                                       | Berlin              | Hugo Schultz                                | Photographische Rundschau                                                                                       |
| 29. März 1900                   |                 | Photographische Abteilung des polytechnischen Vereins zu Tilsit                                                   | Tilsit              | Luks                                        | Photographische Rundschau                                                                                       |
| April 1900                      |                 | Photographische Vereinigung Aachen                                                                                | Aachen              | Schmid                                      | |
| 10. Oktober 1900                |                 | Amateurphotographen-Verein zu Hagen                                                                               | Hagen               | Fassmann                                    | |
| 1900                            |                 | Verein Lichtbild Eger                                                                                             | Eger                |                                             | Photographische Rundschau                                                                                       |
| 1900                            |                 | Amateur-Photographen-Verein Augsburg                                                                              | Augsburg            |                                             | |
| 1900                            |                 | Amateur-Photographen-Vereinigung                                                                                  | Bingen              |                                             | Photographische Mitteilungen                                                                                    |
| 1900                            |                 | Elbinger Amateur-Photographen-Verein                                                                              | Elbing              |                                             | |
| 25. Februar 1901                |                 | Photographische Gesellschaft zu Gleiwitz                                                                          | Gleiwitz            | Albert Herling                              | Photographische Rundschau                                                                                       |
| 1. März 1901                    |                 | Vereinigung Gothaer Amateurphotographen                                                                           | Gotha               |                                             | |
| 12. April 1901                  |                 | Wiesbadener Amateur-Photographen-Verein                                                                           | Wiesbaden           |                                             | Photographische Rundschau                                                                                       |
| 9. August 1901                  |                 | Amateurphotographen-Verein „Venus“ zu Altenburg                                                                   | Altenburg           |                                             | |
| 1901                            |                 | Amateur-Photographen-Vereinigung „Eos“                                                                            | Berlin              |                                             | Photographische Mitteilungen                                                                                    |
| 1901                            |                 | Verein Freunde der Lichtbildkunst                                                                                 | Erfurt              |                                             | Photographische Mitteilungen                                                                                    |
| 5. Februar 1902                 |                 | Lichtbild-Verein Berlin                                                                                           | Berlin              |                                             | Photographische Mitteilungen                                                                                    |
| 11. März 1902                   |                 | Vereinigung der Amateur-Photographen zu Worms a. Rh.                                                              | Worms               |                                             | |
| 12. März 1902                   |                 | Verein für Liebhaber-Photographie                                                                                 | Stuttgart           | Schall                                      | |
| Juli 1902                       |                 | Amateur-Photographen-Verein                                                                                       | Duisburg            |                                             | Photographische Rundschau                                                                                       |
| 1903                            |                 | Fotografische Gesellschaft zu Hannover von 1903                                                                   | Hannover            |                                             | |
| 1903                            |                 | Photographischer Verein in Münster i. W.                                                                          | Münster             |                                             | |
| 4. Juni 1903                    |                 | Potsdamer Amateur Photographenverein                                                                              | Potsdam             |                                             | |
|                                 |                 | Photographischer Klub Gera                                                                                        | Gera                |                                             | Photographische Rundschau                                                                                       |
|                                 |                 | Amateur-Photographen-Verein                                                                                       | Dessau              |                                             | Photographische Rundschau                                                                                       |
|                                 |                 | Photographische Gesellschaft „Amateur“                                                                            | Essen a.d. Ruhr     |                                             | Photographische Rundschau                                                                                       |
|                                 |                 | Photographischer Klub Strassburg                                                                                  | Straßburg           |                                             | Photographische Rundschau                                                                                       |
|                                 |                 | Photographische Gesellschaft (Vereinigung von Amateurphotographen) Harburg a.d. Elbe                              | Hamburg-Harburg     |                                             | Photographische Rundschau                                                                                       |
|                                 |                 | Freie Vereinigung von Freunden der Photographie zu Schwedt a.d. O.                                                | Schwedt/Oder        |                                             | Photographische Rundschau                                                                                       |
|                                 |                 | Club der Amateur-Photographen in Salzburg                                                                         | Salzburg            |                                             | Photographische Rundschau                                                                                       |
| 1904                            |                 | Münchener Gesellschaft zur Pflege der Photographie                                                                | München             |                                             | |

### Legende
- Deutschsprachige Zeitschriften/Fachblätter:
  - Photographische Rundschau (PR),
  - Photographische Correspondenz (PC),
  - Photographische Mitteilungen (PM),
  - Photographisches Journal (PJ),
  - Photographisches Archiv (PA)